# Heliophanus hamifer
Heliophanus hamifer is een spinnensoort in de taxonomische indeling van de springspinnen (Salticidae).
Het dier behoort tot het geslacht Heliophanus. De wetenschappelijke naam van de soort werd voor het eerst geldig gepubliceerd in 1886 door Eugène Simon.